# Lingua franca

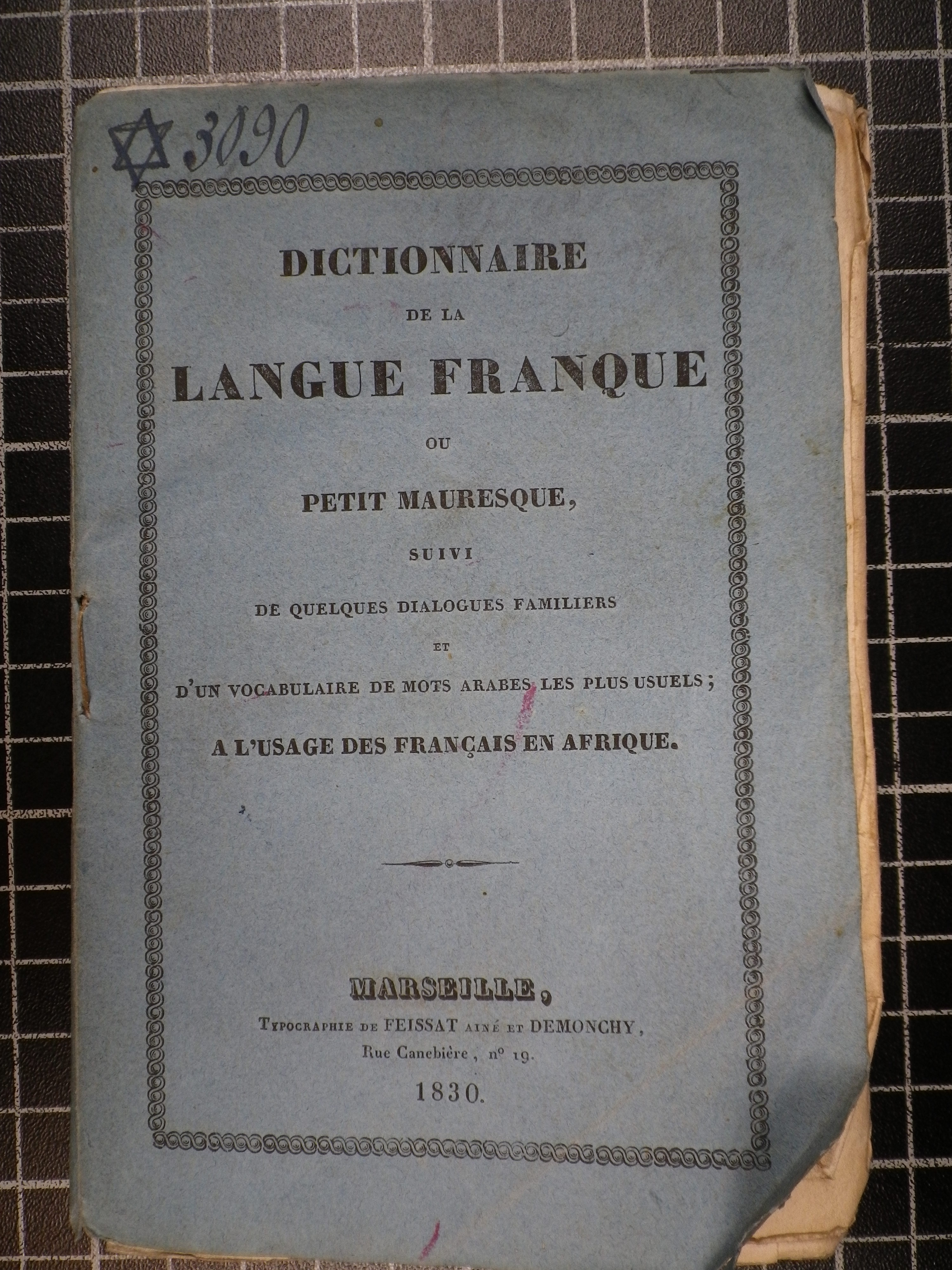
Dizionario di lingua franca, 1830

Per lingua franca o lingua ponte si intende una lingua usata come strumento di comunicazione tra persone di differente lingua madre.
Prende il nome dalla lingua franca mediterranea o sabir, lingua pidgin parlata nei porti del Mediterraneo tra l'epoca delle Crociate e il XIX secolo.

## I primi studi
I primi studi sulla lingua franca furono effettuati da Hugo Schuchardt. Il suo lavoro “Die Lingua Franca”, pubblicato nel 1909, analizzava testimonianze riguardanti una lingua cosiddetta “di emergenza” e “di mediazione”, in quanto il suo unico scopo era quello di far comunicare parlanti di lingue differenti. Queste testimonianze si riferivano ad una lingua romanza utilizzata nelle città portuali del Nord Africa nei primi secoli del 1000 d.C., e dunque a fini commerciali. Per sua natura, non poteva che essere acquisita per lo più per via orale, ed essere caratterizzata da una grammatica semplice, lessico eterogeneo e vocabolario piuttosto ridotto. Non coprendo tutti i vocaboli esistenti, poteva difficilmente essere considerata una vera e propria lingua: non a caso, questa definizione di lingua franca di Schuchardt si lega meglio a ciò che - dalla metà del Novecento - è chiamata pidgin. La lingua franca mediterranea è oggi considerata essa stessa un pidgin (il termine stesso, in cinese, sta per "business").
Tuttavia, la lingua franca mediterranea è solo uno dei primi esempi di utilizzo di fonte di comunicazione tra parlanti: oggi come oggi, per esempio, la lingua franca per eccellenza è l'inglese, che è sia L1 che LF.

## Storia
Storicamente, il ricorso ad una lingua franca è di antiche origini, presumendosi che possa essere insorto per soddisfare esigenze di natura commerciale. In seguito, all'utilizzo mercantile si sono affiancati quelli diplomatici e culturali. La lingua franca supplisce infatti alle costanti esigenze di riferimento a convenzioni linguistiche, anche (e talvolta soprattutto) terminologiche, che possano divenire comuni al di là delle provenienze.
L'uso di una lingua franca consente inoltre agli operatori interessati di poter evitare il ricorso alla mediazione dei traduttori ed allestire una comunicazione diretta.

## Etimologia
Sull'etimologia della locuzione, mutuata dal corrispettivo italiano, si ritiene probabile l'ipotesi che derivi da un modo di dire diffuso presso la diplomazia africana e levantina. L'aggettivo franco veniva impiegato dal mondo greco-bizantino (Phrankoi in greco) e arabo-islamico (Faranji in arabo) per designare l'insieme dei popoli dell'Europa Occidentale con cui entrarono in contatto durante il Medioevo (in particolare dopo la IV crociata). Dopo il 1204 appunto, quando in particolare l'espansionismo veneziano prendeva piede nel Mediterraneo orientale (e non solo) a scapito di Costantinopoli, i contatti e relazioni tra i vari popoli rivieraschi s'intensificarono nuovamente; di conseguenza, l'inevitabile plurilinguismo poneva le basi per il nascere di un nuovo mezzo di comunicazione, usato in primo luogo proprio dalle flotte militari e dai mercanti, marinai e legati franchi.

## Lingue
Si possono enumerare molte lingue utilizzate nel corso del tempo come lingua franca o interlingua. Una sommaria sintesi per aree continentali comprenderebbe:

Africa:
afrikaans,
arabo,
berbero,
fanagalo,
fula,
hausa,
krio,
lingala,
manding,
sango,
swahili,
francese,
wolof

Asia:
accadico,
arabo,
aramaico,
azero,
cinese,
ebraico,
hindi-urdu,
malese-indonesiano,
malayalam,
nepalese,
persiano,
tagalog,
tamil,
telugu

Europa:
danese,
inglese,
francese,
tedesco,
greco,
latino,
italiano,
basso tedesco,
polacco,
portoghese,
russo,
serbo-croato,
spagnolo,
yiddish

Periodo precolombiano dell'America del Nord:
chinook jargon,
lingua mohawk,
nahuatl,
occaneechi

Sud America:
quechua,
mapudungun,
tupi

Pidgin caraibico e creolo:
creolo di Guinea-Bissau,
tok pisin
In epoche passate, furono lingue franche, almeno per l'Europa occidentale ed alcune zone rivierasche del Mar Mediterraneo, il greco antico (per i commerci e le scienze), il latino (diffusosi con l'espansione dell'Impero romano), il ligure, di cui si sa che anche i mercanti stranieri facevano uso, un dialetto derivato soprattutto dal veneziano e parlato nel Medioevo in tutti i porti del Medio Oriente e il francese (a partire dal XVI secolo). Nell'Europa centro-orientale il tedesco costituì a lungo un'importante lingua franca (tanto da mantenervi tuttora il ruolo di seconda lingua straniera più studiata) così come il russo era insegnato come materia obbligatoria in tutte le scuole del blocco orientale durante gli anni del comunismo. In aree del Medio Oriente, l'aramaico fu lingua franca dell'Impero assiro, di quello persiano e delle aree circostanti.
Per i commerci e per alcune scienze l'inglese è di fatto la lingua franca prevalente nella maggior parte del mondo, così come l'arabo sta assumendo un ruolo analogo presso i paesi a maggioranza religiosa islamica. Segue il francese, che continua a essere utilizzato in alcuni ambiti culturali e in seno ad alcune organizzazioni internazionali e che costituisce la lingua franca delle comunicazioni interetniche in vaste zone del continente africano e nell'insieme dei Paesi francofoni in cui esso non costituisca la lingua madre predominante degli abitanti. Un'altra lingua franca a carattere sovranazionale è il russo, che viene utilizzato nelle comunicazioni tra tutti gli stati formatisi dalla scissione dell'Unione Sovietica.

## Lingua franca nel passato: i motivi della diffusione
Nel corso della storia, si sono avuti molti esempi di lingua franca. Ciò ha reso possibile identificare quali sono stati i contesti che ne hanno favorito la nascita:
- le conquiste militari, e dunque gli insediamenti forzati;
- il commercio internazionale, in cui è possibile distinguere due modalità di diffusione:
  1. diffusione dovuta alla migrazione e infiltrazione dei parlanti nativi in un territorio ospitante, in cui la loro lingua rimane utile al solo fine commerciale;
  2. diffusione che, dopo la migrazione, prosegue con l'assorbimento della lingua e il desiderio da parte degli ospitanti di riutilizzarla anche per comunicare con terzi;
- le missioni religiose.

Inoltre, le lingue franche sono favorite da motivi diplomatici e culturali.

### Il persiano, l'aramaico e la lingua araba
La lingua persiana è un esempio importante di lingua franca divenuta tale grazie alle conquiste, sebbene abbia raggiunto questo status in un periodo successivo alla fondazione dell'impero. Inoltre, l'essere una lingua madre diffusa in stati multinazionali non l'ha resa automaticamente una lingua franca.
L'Elam, ovvero la parte di terra iraniana agli sbocchi di Tigri ed Eufrate, fu invasa dai persiani durante il primo millennio a.C. Gli elamiti offrivano servizi di scrittura ai persiani, ed in questo contesto non fu l'elamitico a evolversi in una lingua franca, in quanto i persiani si limitarono a sfruttare le capacità degli elamiti “bilingui”, senza sforzarsi di impararne il linguaggio.
L'impero persiano stava allargandosi sempre di più: alla fine del 522 a.C. aveva inglobato anche quello assiro-babilonese, l'Anatolia e la parte est dell'Iran. Mentre nelle zone meno civilizzate era più facile che il persiano si diffondesse da zero, è importante notare quanto questo fosse invece arduo nei territori più progrediti, dove era già diffusissimo l'aramaico. Questa lingua era usata come lingua franca per comunicazioni interlinguistiche e commerciali. Il motivo principale per cui l'aramaico assunse un ruolo importante come lingua di pubblica utilità nell'impero persiano era questo: era possibile dettare messaggi nella lingua del mittente e scriverli in lingua e alfabeto aramaici; la lettura sarebbe stata eseguita dall'araldo locale al destinatario nella lingua maggiormente compresa da quest'ultimo. Questo processo viene detto paraš in persiano. È possibile quindi affermare che l'aramaico è stata un'interlingua: una codifica compresa e conosciuta da tutti gli araldi e scribi dell'Impero.
Ecco quindi uno dei motivi per cui il persiano non diventò immediatamente una lingua franca, nonostante la sua potenza militare: la mancanza di una propria tradizione scritta lo rendeva inadatto all'amministrazione e coordinazione del territorio; quindi, pur essendo parlato dai conquistatori di un impero tanto vasto, rimase momentaneamente lingua d'élite.
La diffusione del persiano conobbe una breve interruzione a causa della conquista dell'Impero da parte di Alessandro Magno nel 332 a.C., anche se l'effettivo periodo di dominazione della lingua greca su quella persiana si verificò solo a partire dal suo diretto successore e si protrasse per pochi secoli. L'influenza della lingua greca nelle attività di governo iraniane è rimasta molto superficiale. Dopo il distacco dell'Iran dall'impero greco compiuto dai Parti, l'uso della lingua greca continuò solo nelle incisioni reali e soprattutto sulle monete (usanza ancor più longeva), per poi svanire del tutto.
Durante questo periodo, lungo qualche decina di secoli, fu proprio l'aramaico a subire un forte declino come lingua franca, mentre il persiano - che nel frattempo aveva conosciuto un'evoluzione in pahlavi - aumentò proporzionalmente la sua diffusione.
Con l'uccisione dell'ultimo sovrano sasanide Yazdgard III nel 651 d.C., l'impero collassò sotto l'invasione araba. Essa rappresentò una vera e propria apertura a un nuovo mondo, sebbene la rivoluzione linguistica non si scatenò subito. Lo scopo degli invasori era quella di promuovere la lingua araba come nuovo mezzo di comunicazione “ufficiale”, nonché come lingua di fede: ma questo processo si trascinò per generazioni, principalmente per due motivi. Per prima cosa, l'arabo non era mai stato altro che la lingua di una società tribale e dunque era naturale che l'amministrazione continuasse a essere condotta in pahlavi. L'ordine del Califfo di utilizzare l'arabo come lingua ufficiale arrivò nel 697 d.C., ma solo nel 742 d.C. tale regola venne effettivamente applicata. Inoltre, le prime generazioni di parlanti arabi non avevano provato a imporre attivamente la propria lingua, neanche per motivi di fede, in quanto avevano paura di un calo nelle entrate derivanti dalle tasse, da cui i credenti musulmani erano esenti. Ciononostante, l'arabo divenne un mezzo di comunicazione scritta ufficiale, religiosa e intellettuale di alto livello.
Gli effetti sul persiano, che continuò a mantenere comunque salde le sue radici, furono incredibilmente positivi. Prima di tutto, non c'era stata alcun tipo di resistenza politica al dominio arabo e l'élite religiosa svolgeva i suoi compiti in lingua araba. Questo causò un vero e proprio rinnovamento della lingua persiana (conosciuta poi come nuovo persiano), che si arricchì di termini arabi, mentre i nativi iraniani arricchivano il proprio vocabolario con termini di cui non avevano avuto bisogno fino ad allora, necessitando solo del lessico lavorativo. Ciononostante, nel lungo periodo l'arabo perse sempre più terreno - eccetto nell'utilizzo come lingua forbita e di scienza, in cui il persiano mancava proprio di vocaboli - a favore della lingua nativa, a dimostrazione del fatto che una lingua franca perde forza nel momento in cui non serve più al suo scopo.
Se fino ad allora il persiano era servito più da L1 che da LF, la situazione cambiò radicalmente dal 1000 d.C. in poi, con le rivolte degli schiavi turchi nei territori di dominio iraniano. Difatti, sebbene il popolo turco riuscì a passare da schiavo a sovrano, non operò con l'intento di rivoluzionare la lingua del territorio iraniano. Così come l'utilità dell'aramaico era stata accettata millenni prima dalla sovranità persiana, adesso la lingua persiana veniva accettata e portata avanti dai turchi. Inoltre, essi erano ben propensi ad abbracciare la fede islamica (i suoi leader erano già stati convertiti) e questa resa religiosa fu cruciale per l'accettazione del persiano, sebbene l'uso del turco parlato venne comunque portato avanti da tribù come i Ghaznavidi. Più avanti, il (ormai nuovo) persiano e la sua cultura vennero globalmente accettati come standard di civilizzazione e dunque la lingua madre dei turchi fu reimpiegata come base scritta per la letteratura.

### Il greco
Il greco è una lingua franca che ha conosciuto due differenti sviluppi in aree diverse.
I colonizzatori greci fecero il loro ingresso sulle sponde occidentali del Mediterraneo nell'850 a.C. e si distinsero in quanto il loro scopo era sia di sistemarsi creando delle piccole città indipendenti e autonome, sia di commerciare coi mercanti locali. Alcune delle città fondate dai greci - tra cui Siracusa, Taranto, Napoli, Nizza, Marsiglia - sarebbero diventate tra le più influenti del Mediterraneo, nonché ferme sostenitrici della Magna Grecia. Dunque, già in questo periodo, i greci rappresentavano i leader dell'innovazione culturale in Occidente. Due esempi importanti di popoli influenzati dalla cultura greca sono stati gli etruschi e i cartaginesi. I primi avevano basato la propria civiltà urbana sul modello greco; i secondi - perlomeno i più abbienti - venivano direttamente educati in greco. Quando l'esercito romano sconfigge Cartagine nel 202 a.C., si impadronisce dei domìni greci e di tutta la costa orientale del Mediterraneo: grazie all'immigrazione di greci acculturati in cerca di lavoro, la lingua greca assume un ruolo importante nell'educazione dei ceti sociali più nobili, tanto da diventare una seconda lingua madre per i romani di alto lignaggio.
Il greco era riuscito a diventare una lingua franca per tutta l'area ovest del Mediterraneo non solo perché chiave di una vasta commercializzazione, ma anche per motivi di prestigio culturale, letterario, scientifico e di intrattenimento.
A est, invece, la situazione era differente. Le colonie intorno al Mar Nero vennero fondate tutte nei pressi della città di Mileto, in cui il greco parlato era simile alla parlata comune (“koinè diàlektos”, diffusa ad Atene, sarebbe diventata lo standard universale dal terzo secolo a.C.). In questa area, tuttavia, la diffusione del greco non portò alla creazione alcuna di comunità di parlanti greci in zona; rimase semplicemente una lingua parlata da commercianti e viaggiatori, influenzando ben poco la linguistica locale.

### Il latino
Il latino ha ottenuto lo status di lingua franca nel momento in cui è riuscito a diffondersi come lingua del cristianesimo, cioè tra il II e il IV secolo d.C. Qualche centinaio di anni prima, nel 200 a.C., era conosciuto come la lingua dei soldati romani, degli esattori delle tasse e dei commercianti della costa occidentale del Mediterraneo; ma quattrocento anni dopo si era evoluto da LF a lingua madre della maggior parte delle province dell'ovest Europa.
Una lingua, prima di diventare lingua ufficiale di una religione, attraversa spesso alcune fasi. Prima di tutto, ha bisogno di essere la lingua in cui vengono trascritti e diffusi i testi, poi deve diventare lingua ufficiale dell'amministrazione clericale, e infine essere adottata nella liturgia. I primi seguaci di Cristo ed i primi diffusori del culto nell'impero romano parlavano rispettivamente l'aramaico e il greco. Ma dovendo divulgare il culto tra le persone più povere e disagiate, la soluzione era usare il loro vernacolo e dunque il latino. Si dovette attendere quasi quattro secoli prima che il latino venisse reso ufficialmente la lingua della Chiesa Romana durante il papato di Damaso I (366-384).
La liturgia in latino veniva imposta in qualunque Paese fosse evangelizzato, anche dove i parlanti locali non avevano la minima conoscenza della lingua. Anche se in un primo momento era stato concesso di leggere le scritture in latino ma spiegarle nella lingua locale, questa usanza fu ben presto soppressa: la grande dignità ed eleganza del latino veniva considerata al pari di nessun'altra lingua. Così, il latino divenne anche la lingua dell'educazione e dell'amministrazione in tutta l'Europa occidentale. Questo non comportò certo che le persone lasciassero la propria L1, ma il latino aveva acquisito una certa formalità, che venne mantenuta grazie ai rapporti stretti con tutti i regni evangelizzati, anche quando questi si trasformarono in Paesi indipendenti e tennero le proprie L1 come di Stato.
Il latino è stato solo una delle lingue scelte a scopo di proselitismo: per citare un esempio famoso, il Protestantesimo è stato portato dai missionari inglesi in tutto il mondo per centinaia di anni. Ciononostante, l'inglese non ha mai stretto un rapporto inscindibile dalla religione, che invece è rimasta legata ai vernacoli locali. Questo perché, a differenza della Chiesa Cattolica, la religione protestante non ha mai avuto un unico leader (non era necessario, in quanto si incoraggiava l'interpretazione autonoma delle sacre scritture), né è mai stata capace di unire le sue numerosissime chiese, createsi dalla scissione iniziale con Roma.

### L'italiano
La lingua italiana è considerata la base su cui si è sviluppata la lingua franca mediterranea, usata a partire dal tardo XV secolo lungo le sponde del Mediterraneo da mercanti pisani, veneziani, genovesi diretti verso il Nord Africa.
L'espansione dei rapporti politico-commerciali favorì la diffusione di alcune tra le lingue più importanti, tra cui il francese, l'arabo ed il greco, nonché i dialetti italiani delle repubbliche marinare. Questi incontri hanno generato mescolanze linguistiche (pidgin) utilizzate dagli alloglotti meno altolocati della società, ma anche passaggi di lessemi dal greco e arabo alle lingue romanze, che sono comunque riconducibili ad un periodo precedente all'esistenza della lingua franca.
Le testimonianze che ci sono rimaste - molto ripetitive, evidentemente a causa delle conversazioni monotematiche - sono quasi sempre attribuite a parlanti turchi o arabi: questo lascia intuire che in verità si tratti di parodie linguistiche perpetrate da alloglotti.
Alcuni dei tratti linguistici che ricorrono sono:
- uso generalizzato dell'infinito come tempo verbale;
- uso dei pronomi personali tonici mi, ti;
- l'impiego della preposizione per a introdurre diversi complementi (incluso l'oggetto diretto);
- la frequente omissione della copula e degli articoli;
- la tendenza all'uso di termini generici;
- la presenza di alcuni lessemi con accezioni particolari (fantasia «orgoglio, disprezzo, capriccio», forar «fuggire, andare», conchar «fare, sistemare, regolare», ecc.).

Tutte le testimonianze convergono inoltre nel riprodurre un “effetto parlato”, attraverso espedienti quali le ripetizioni enfatiche, la paratassi polisindetica, i periodi ellittici o segmentati, la giustapposizione di frasi collegate dal “che” polivalente, ecc.
Lo studio dei documenti ha rivelato che le varietà dialettali italiane hanno circolato per diversi motivi, tutti legati al commercio: i prigionieri, le persone inviate a liberarli, gli equipaggi delle navi mercantili, i redattori e traduttori degli atti (si presume che i mercanti sefarditi livornesi abbiano svolto un ruolo di intermediazione). Questo spiega perché l'italiano sia diventato una lingua target per molti alloglotti, i quali avevano comunque necessità molto basilari.
Gli usi dell'italiano non si limitano al settore commerciale. Nel '500, l'area centro-settentrionale italiana era una delle più ricche d'Europa in termini di cultura, letteratura, musica: la lingua italiana si diffonde quindi come mezzo di comunicazione tra i parlanti europei più altolocati, quasi al pari col francese, proprio per la sua "musicalità".
La diffusione dell'italiano proseguì fino al Settecento come lingua della corrispondenza diplomatica tra occidentali di diverse nazioni, nonché come forma di contatto diplomatico tra la Sublime porta e l'Europa. Degna di nota è la presenza dell'italiano - in assenza di italiani - nella diplomazia internazionale, da considerare possibile non solo grazie alle attività delle città marinare nel Mediterraneo, ma anche all'assorbimento di una quota importante di giovani greci che il patriziato manda dalla Turchia a studiare in Occidente. Al ritorno, questi sono in grado di produrre testi elaborati, di natura commerciale e diplomatica. Tra i documenti internazionali redatti anche in lingua italiana, ricordiamo:
- il trattato di pace tra Russia e Turchia (21 luglio 1711)[9];
- il trattato di pace di Austria e Russia con la Turchia (1736)[10];
- il trattato di alleanza commerciale tra Federico II di Prussia e la Porta (1761)[11];
- la raccolta ufficiale di trattati pubblicata a Vienna (1844)[12].

Dal punto di vista politico, l'italiano ha conosciuto una certa diffusione nelle colonie acquisite tra la fine dell'800 e gli inizi del '900, tra cui ricordiamo Eritrea, Somalia, Dodecaneso, Libia ed Etiopia.
Più recentemente, dopo il Concilio Vaticano II, l'italiano ha assunto un'importanza primaria all'interno della Chiesa cattolica come lingua comune di scambio nella gerarchia ecclesiastica, tanto da poterne essere definita la lingua franca de-facto, insieme al latino, che è sempre la lingua ufficiale.

## Lingua franca nel presente
Il concetto e l'idea di lingua franca hanno subìto un notevole cambiamento nel tempo. Se l'originale lingua franca del XVI secolo era definibile come strumento di comunicazione commerciale, nonché un pidgin a base italiana con cui greci e turchi potevano comunicare con i mercanti italiani e francesi, ai giorni d'oggi la lingua franca si è evoluta come mezzo che mette in contatto non solo aree di imperi, ma il mondo intero; se il latino poteva essere considerato una lingua franca perché univa idealmente tutti i cattolici che partecipavano alle funzioni religiose, oggi consideriamo la lingua franca utile per aggirare le differenze linguistiche nella vita quotidiana.
La lingua franca dei giorni d'oggi è sicuramente l'inglese, definibile come:
(Nicholas Ostler, The last lingua franca)
Sembra quindi che chi non conosce l'inglese sia destinato a restare “fuori dal mondo” e dalle sue interazioni.
Secondo il linguista Nicholas Ostler, in effetti, trattare la lingua inglese al pari di tutte le altre non sarebbe corretto: nel mercato delle traduzioni, quelle dall'inglese (come lingua sorgente) rappresentano il 60-70% del totale, a dimostrazione del fatto che la letteratura inglese viene reputata interessante anche fuori dai confini britannici ed americani; ma questo sentimento non è corrisposto, visto che le traduzioni da altre lingue all'inglese stanno invece diminuendo sempre di più. Inoltre, è certamente vero che entrare nel mercato internazionale senza conoscere l'inglese è impossibile.
Eppure, sebbene l'inglese sia considerata l'attuale lingua franca a livello mondiale, c'è chi l'ha accolta volentieri e chi l'ha invece respinta senza troppe cerimonie.

### L'inglese nelle ex-colonie
Se consideriamo l'inglese come lingua di commercio e colonizzazione della Gran Bretagna, è possibile trovare diversi esempi che mostrano come questo mezzo non sia sempre visto di buon occhio. Questi Paesi sono distribuiti tutt'intorno all'Oceano Indiano: Malaysia ad est, Sri Lanka al centro e Tanzania ad ovest. Essendo state colonie inglesi, e dunque avendo subìto un largo uso dell'inglese, questi Paesi hanno finito per rigettarlo e promuovere le proprie lingue. In sostanza, l'inglese fatica a mantenere un contatto con queste ex colonie, in quanto la volontà di un'identità propria spinge al rafforzamento delle lingue madri a suo discapito.
Situazione differente si trova invece in alcuni Paesi più piccoli, o vicini ai tre precedenti: Brunei, India, Zambia, Malawi, Uganda e Kenya. Questi hanno visto nell'inglese l'opportunità sia di avere accesso al più ampio mercato mondiale, sia di avere un mezzo di comunicazione comune per le tante comunità diverse che li abitano.

#### Malesia
In Malesia, il gruppo malese di maggioranza ha dovuto dibattere con le comunità cinesi ed indiane (perdipiù tamil): mentre queste ultime avrebbero più volentieri adottato l'inglese come lingua di Stato al raggiungimento dell'indipendenza nel 1957, i malesi hanno voluto rafforzare la propria identità adottando la lingua malese come lingua principale. Non a caso, una tipica frase malese recita “Bahasa jiwa bangsa”, ovvero “il linguaggio è l'anima della nazione”. Il nazionalismo e la volontà di ripartire da zero dopo anni di colonialismo sono stati i veri motivi che hanno portato l'inglese ad essere progressivamente sostituito nei diversi settori dello Stato. Dopo il 1980, quando anche gli ultimi interpreti simultanei sono stati licenziati, il malese è diventato anche la lingua dell'istruzione. Negli anni a seguire, sono state fatte diverse concessioni relative ad insegnamenti in altre lingue (tra cui cinese mandarino e tamil), e dopo il 2003 l'inglese viene reintrodotto come lingua d'insegnamento di matematica e scienze, in risposta alla paura di rimanere svantaggiati in tema di pubblicazioni internazionali.

#### Sri Lanka
Lo Sri Lanka mostra una situazione ancora differente: gli indiani tamil della Ceylon furono avvantaggiati dalla migliore educazione ricevuta, e vennero dunque assunti nei servizi civili delle colonie, che funzionavano in inglese. La sopportazione della maggioranza singalese giunse al termine pochi anni dopo il raggiungimento dell'indipendenza (1948), perché la ferita del colonialismo inglese era ancora troppo aperta per far sì che l'uso della lingua risultasse neutrale. Il tutto è sfociato in una guerra civile dal 1973 al 2009, che non si è interrotta neanche nel 1987 quando il tamil viene riconosciuto ufficiale al pari del singalese. L'esempio dello Sri Lanka mostra che adottare una lingua estera come medium di comunicazione tra gruppi interni ad uno Stato ed in conflitto tra di loro non è detto che funzioni, soprattutto quando tale lingua estera viene associata in modo particolare ad uno di questi.

#### Tanzania
In Tanzania la lingua franca principalmente diffusa era lo swahili, rinforzato anche dall'impegno dei missionari europei nelle scuole, e portato avanti fino alla conquista degli inglesi nel 1918. Nel periodo dal 1961 al 1964, con l'ottenimento dell'indipendenza, lo swahili è stato prepotentemente reintegrato al posto dell'inglese, mettendo d'accordo tutte le piccole comunità del Paese (nessuna delle quali è più o meno potente delle altre).

#### Brunei
Nella Malesia orientale, Brunei ha scelto la lingua malese come uno dei suoi pilastri (lo slogan nazionale è "Melayu Islam Beraja", ovvero "Malese - Islam - Monarchia"), ma continua comunque ad utilizzare l'inglese come lingua di educazione scolastica. La ragione di questa scelta va cercata nella consapevolezza di non potersi permettere di isolarsi economicamente dal resto del mondo, nonostante i suoi vicini più stretti (Malesia ed Indonesia) abbiano scelto il malese come lingua ufficiale.

#### India
Il Paese dell'India è suddiviso in numerose regioni, più precisamente diciotto, ognuna delle quali si differenzia dalle altre per la lingua ufficiale utilizzata. Una di queste, l'hindi, è anche la lingua ufficiale dell'intera India, affiancata dall'inglese come "lingua sussidiaria" per mantenere i contatti con le regioni indiane che non hanno scelto l'hindi come lingua ufficiale. L'Official Languages Act del 1963 garantisce che l'inglese non possa essere eliminato come lingua sussidiaria, a meno che la proposta non venga varata da tutte le regioni indiane che non hanno l'hindi come lingua ufficiale.

#### Zambia, Malawi, Uganda, Kenya (Africa Orientale)
Dopo aver subìto invasioni e colonizzazioni, in questi Paesi si sono formate numerosissime comunità con esigenze linguistiche molto differenti: tentare di scegliere una sola lingua ufficiale di Stato tra tutte quelle presenti sarebbe stato pericoloso. Per questo motivo, nonostante lo swahili sia comunemente molto diffuso, è stata scelta la lingua inglese (una lingua franca straniera per tutti) come lingua ufficiale.

### L'inglese in Paesi privi di connessioni coloniali
Sebbene si possa pensare che la lingua inglese non abbia motivo di essere presente in Paesi che non hanno subìto invasioni e colonizzazioni da parte di nativi inglesi, alcuni esempi possono dimostrare il contrario.

#### Mongolia
La Mongolia rappresenta un ottimo esempio di Stato privo di connessioni storiche con la lingua inglese: ciononostante, il grande passo è stato fatto nel 2004, quando il primo ministro ha deciso che l'inglese avrebbe preso il posto del russo come prima lingua straniera insegnata nelle scuole. Le ragioni dietro a questa scelta sono soprattutto di tipo economico.

#### Singapore
Singapore, anche se fondata proprio dagli inglesi nel 1819, ha una popolazione composta per il 77% da cinesi, il 14% di parlanti malese e il restante 11% di tamil. In questa città-Stato, l'inglese è sempre stato riconosciuto al pari delle tre lingue presenti. L'esempio di Singapore è tipico: l'accettazione dell'inglese deriva dal compromesso trovato in una lingua che fosse straniera per tutti. L'inglese è stato introdotto nel sistema scolastico in modo graduale, e sebbene i primi risultati fossero abbastanza scarsi (si trattava di imparare una lingua totalmente nuova), adesso l'inglese è utilizzato addirittura in famiglia, a discapito del cinese.

#### Filippine
Nelle Filippine, l'inglese è stato prima di tutto erede del colonialismo degli Stati Uniti, che presero il controllo delle colonie spagnole solo nei primissimi anni del Novecento. I colonizzatori statunitensi puntarono sulla propria lingua per migliorare il sistema scolastico locale. Migliaia di docenti vennero mandati ad insegnare un po' di tutto, dalla matematica all'igiene, per migliorare le condizioni di vita dei filippini. Per quanto riguarda la lingua d'insegnamento, l'inglese era stato la scelta più naturale, in quanto risultavano esserci ben pochi filippini che parlavano lo spagnolo. L'indipendenza arrivò nel 1946, ed il tagalog (che è un dialetto di Manila, nonché la lingua franca della zona sud dell'isola Luzon) venne scelto tra tante lingue indigene per essere reso lingua nazionale, mentre l'inglese continuava comunque ad essere insegnato nelle scuole private ed acquisiva lo status di lingua d'élite.
Non avendo contribuito alla disfatta, ma anzi alla ripresa del Paese, le Filippine sono state ben disposte ad inserire l'inglese nel sistema scolastico, in quanto il colonialismo americano non è stato percepito come un'esperienza negativa. La ricostruzione del sistema scolastico del 1974 previde il bilinguismo, ma quella dell'inglese è stata una battaglia persa in partenza: l'utilizzo della lingua inglese come mezzo di comunicazione con filippini abituati più al tagalog che non all'inglese, ha dato vita ad una versione ben diversa dall'inglese standard insegnato nelle scuole ed università: il taglish.
Questo mix di tagalog ed inglese sta prendendo sempre più piede: questo dimostra che il tentativo di integrazione della lingua non nativa (nel nostro caso l'inglese) porta spesso ad una modifica dei connotati. In pratica, le Filippine sono state in grado di accettare l'inglese come lingua franca (per comunicazioni internazionali), ma non come L1 (per parlare tra filippini): tentando di integrare l'inglese ed inserirlo nella quotidianità, finiscono per modificarlo.

### L'inglese in Europa
Nell'Unione europea (UE) sono presenti circa 60 lingue parlate, di cui 23 sono riconosciute come “lingue ufficiali”, ovvero che ricoprono uno status ufficiale in un determinato Paese.
In teoria, è possibile sfruttare una qualunque di queste 23 lingue per comunicare con le autorità dell'UE. In pratica, le lingue franche effettivamente utilizzate sono ben poche. Inizialmente erano solo il francese ed il tedesco, ma dal 1973 - mentre i Paesi entravano man mano a far parte dell'UE ed il numero di lingue ufficiali aumentava - venne introdotto anche l'inglese.
Eppure, il tedesco rimane la lingua nativa del 18% della popolazione europea, così come il francese ha il 12% e l'inglese il 13%, prima della Brexit. Ma se andiamo a confrontare i dati relativi a coloro che le apprendono come lingue franche, vediamo che il tedesco ed il francese si attestano al 14% in confronto al 38% dell'inglese.
Sorge spontaneo domandarsi come l'inglese sia riuscito a surclassare tedesco e francese, considerati i numeri.
Storicamente, l'inglese non è mai stato lingua franca in Europa. Nell'area centro-occidentale dell'Europa c'era stato il latino, affiancato in seguito dal francese, ed infine seguito dall'inglese dopo la prima guerra mondiale, quando col Trattato di Versailles la Gran Bretagna e gli USA giocarono un ruolo chiave come potenze vincitrici in Europa.
Uno dei primi ed importanti cambiamenti linguistici fu quello applicato nella Germania nazista nel 1937, quando si decise di insegnare l'inglese come prima lingua straniera, al posto del francese. La situazione cambiò ulteriormente alla fine della Seconda guerra mondiale, quando tutti i Paesi che avevano come principale lingua straniera il tedesco lo sostituirono con l'inglese. La disfatta di sicuro non giovò alla lingua tedesca, che venne prontamente abbandonata e sostituita, mentre la lingua inglese dei vittoriosi Regno Unito e Stati Uniti d'America conobbe una notevole diffusione a discapito di altre lingue, grazie all'introduzione nei sistemi scolastici di numerosi Paesi europei.
Il prestigio globale dei suoi parlanti; la posizione dominante di Regno Unito e Stati Uniti come potenze politiche ed economiche, nonché nelle tecnologie di produzione e comunicazione; il desiderio dei commercianti esteri di approfittare ed inserirsi nel mercato anglo-americano: tutto ciò ha reso l'inglese la lingua franca su cui scommettere globalmente in Europa dal 1950 in poi.

## Lingua franca nel futuro
L'analisi delle lingue franche nel passato e quella del presente, secondo Nicholas Ostler, può darci dei suggerimenti - o quantomeno un'idea - di cosa possiamo aspettarci per il futuro.
Il motivo principale per cui l'inglese potrebbe andare incontro ad un declino linguistico come lingua franca è la concorrenza delle altre lingue.
Più interessante è capire il futuro della lingua franca in quanto tale, ovvero se grazie alle nuove condizioni create dall'innovazione tecnologica nel campo della linguistica, la necessità di una lingua comune possa essere soddisfatta da qualcosa di diverso da una lingua franca.

### Potenziali lingue franche
Analizzando gli avvenimenti del passato riguardo alla lingua franca, è evidente che la diffusione del latino su tutta la costa occidentale del Mediterraneo fu intralciata dal prestigio culturale greco, contro cui le forze militari romane si rivelarono impotenti. Ciononostante, il greco venne sbaragliato dopo l'VIII secolo dalla combinazione di potenze arabe, turche e persiane nella sua diffusione asiatica. Il latino, nel frattempo, fu comunque capace di mantenere il primato come lingua della Chiesa, dello Stato e dell'istruzione per altri 1500 anni. Fu poi sostituito da nuove lingue europee grazie alle rivoluzioni ed ai cambiamenti radicali in atto in tutta Europa.
Nella zona orientale, invece, il prestigio religioso che rendeva l'arabo così fondamentale non bastò a mantenere l'arabo come lingua franca, anzi: i turchi - che già disponevano di una propria lingua - accettarono di portare avanti la lingua persiana. Anche questa subì una perdita di potere quando, un millennio più tardi, l'invasione cristiana europea (quindi proveniente da fuori) portò anche nuove lingue, come l'inglese ed il russo.
Che i cambiamenti vengano da dentro (caso del latino) o da fuori (caso del persiano), è evidente che la storia di una lingua franca non dipende mai solo da sé stessa, ma dalla competizione che deve affrontare.
In ogni caso, rimane difficile pensare che l'inglese possa essere sostituito a breve come lingua franca ed esistono motivazioni ben precise a sostegno di questa affermazione.
L'impressione che si ha analizzando la diffusione delle lingue nel mondo - eccetto l'inglese - è che esse siano presenti in aree “regionali”, risultando quindi più funzionali su scala continentale che globale. Il malese, per esempio, ha un numero di parlanti totale piuttosto alto, ma rimane concentrato in un'area geograficamente compatta (arcipelago del sud-est asiatico).
Uno dei fattori che storicamente ha funzionato come mezzo divulgativo della lingua è la migrazione massiva da un Paese all'altro, per la formazione di insediamenti coloniali o per motivi commerciali o per la presenza di guerre da cui fuggire. Nei tempi in cui gli imperi venivano fondati sulla guerra e sulla colonizzazione attiva, si mirava a spostarsi permanentemente nelle aree conquistate (per esempio come fecero gli spagnoli in America Latina, ed i portoghesi in Brasile). Eppure, dalla prima metà del XX secolo si è verificato un flusso di migrazioni inverse: coloro che si erano precedentemente spostati per cercare condizioni di vita migliori, invece di rimanere, hanno deciso di tornare al proprio Paese di origine. Questo non aiuta la diffusione della lingua, che anzi perde ogni contatto nel Paese estero.
Esistono anche casi più disperati, ovvero spostamenti di massa dai Paesi del terzo mondo verso Europa ed America settentrionale dovuti a condizioni di vita disagiate e guerre civili. Con la speranza di riuscire a costruirsi un futuro migliore, milioni di persone si sono spostate, creando delle comunità di parlanti di lingue straniere all'interno dei Paesi ospitanti. Alcuni tra gli esempi più famosi sono le comunità di parlanti arabi in Francia ed Olanda, turchi in Germania, persiani in Russia e Germania. Sebbene questo fattore possa influire positivamente nello sviluppo di una lingua come lingua franca nel Paese ospitante, ciò non accade per diverse ragioni. Dato che queste lingue vengono usate come L1 all'interno delle comunità, esse vengono socialmente considerate al pari di forme dialettali e dunque di nessuna utilità economico-culturale per il resto della società.
Infine, è assai poco probabile che possano nuovamente verificarsi eventi come creazione di imperi; piuttosto, uno scenario possibile è che si tenti di instaurare rapporti e collegamenti commerciali con le aree africane, in cui c'è apertura allo sviluppo. Certamente questo sarebbe impossibile in continenti come Europa, Oceania o America, tecnologicamente avanzati, politicamente stabili e capaci di autodifendersi.
Per quanto riguarda la tendenza a considerare il cinese come la lingua che spodesterà l'inglese, è sufficiente riportare che, sebbene il mercato cinese sia sì in espansione mondiale, esistono davvero pochissime realtà in cui il cinese viene studiato come L2 in Paesi non asiatici, soprattutto per la difficoltà di apprendimento. Invece, le lingue studiate in Cina sono il cantonese e l'inglese, e non si prevede che questa situazione sia destinata a cambiare in tempi brevi.
Quest'analisi porta alla conclusione che - perlomeno nel medio termine - non esistono lingue in grado di sostituire l'inglese nel suo ruolo di lingua franca globale.

### La tecnologia nel futuro della lingua franca
Nel corso degli anni, l'evoluzione delle tecnologie informatiche ha fornito soluzioni ai problemi di comunicazione tra mittenti e destinatari parlanti lingue diverse.
La codifica Unicode rende possibile dal 1991 la scrittura di moltissimi tipi di caratteri, sia di alfabeti diversi, sia simboli matematici, chimici, cartografici, ecc. Unicode è divenuto uno standard per la scrittura di testi multilinguistici, ed è tuttora in continua evoluzione.
Se fino a non molti anni fa le traduzioni da una lingua all'altra potevano essere effettuate solo consultando dizionari, o al massimo specializzandosi frequentando scuole per interpreti, l'introduzione della MT (“traduzione automatica”, dall'inglese “machine translation”) ha fornito un primo strumento informatizzato più veloce ma meno preciso. Anche oggi, sebbene questi strumenti siano in continuo perfezionamento e forniscano la possibilità di fare traduzioni tra molte coppie di lingue, possono difficilmente sostituire le traduzioni eseguite da esseri umani. Il problema sta nel fatto che la traduzione automatica viene approcciata da un punto di vista monolinguistico, ovvero si tenta di tradurre qualunque linguaggio straniero nella lingua desiderata. Anche la lingua franca è basata su questo, ed è una pratica ed efficace soluzione. Invece, la traduzione automatica ha fallito nel raggiungere un risultato reputabile consistente ed affidabile, qualcosa di cui l'utilizzatore può essere soddisfatto.
Ovviamente, col passare del tempo, l'evoluzione tecnologica del linguaggio porta a spostare sempre più in là i limiti che un tempo sarebbero sembrati invalicabili. Infatti, una volta capito che una traduzione eseguita sul modello MT non porta a risultati soddisfacenti, ci si è concentrati sulla possibilità di “insegnare” ad un traduttore automatico sulla base di esperienze, fornitegli in input. Questi procedimenti di automatic processing vengono eseguiti sui corpus (ma anche su discorsi registrati, ed in tal caso è necessario uno strumento di speech recognition), ovvero un largo quantitativo di testo che vengono forniti in modo da essere trattabili in un'analisi digitale. Da questi file è quindi possibile trarre indici, glossari, sinonimi e contrari, che possono fare da base per veri e propri dizionari. È anche possibile derivare modelli statistici del linguaggio, nonché modelli di equivalenza tra linguaggi.
Il risultato nel lungo termine, secondo Ostler, è proprio quello che ci si aspetta: la distruzione delle barriere linguistiche fra lingue senza la distruzione delle lingue stesse. Nonostante questa generazione stia continuando a studiare l'inglese per non essere esclusa dalla cultura e dal lavoro, la prospettiva di una mutuale accessibilità tra diverse L1 sta diventando reale: nel dicembre 2014 è stata rilasciata da Microsoft la prima versione di Skype Translator, uno strumento di traduzione simultanea che permette di comunicare in tempo reale con interlocutori stranieri parlando la propria lingua.
(Nicholas Ostler, The Last Lingua Franca: English Until the Return of Babel)